# The Chronicles of Riddick: Escape from Butcher Bay
The Chronicles of Riddick: Escape from Butcher Bay (en español, Las Crónicas de Riddick: Fuga de Butcher Bay) es un videojuego de disparos en primera persona y sigilo desarrollado por Starbreeze Studios y publicado por Vivendi Games. Fue lanzado para el Xbox y Microsoft Windows en 2004 como una precuela de la película futurística de ciencia ficción Las crónicas de Riddick. En el videojuego, el actor Vin Diesel, quien estuvo involucrado en el desarrollo del juego, repitió su rol como el protagonista de la película, Richard B. Riddick.
El juego sigue a Riddick, el antihéroe de las dos películas (Pitch Black, Las crónicas de Riddick), en su intento por escapar de una prisión de máxima seguridad llamada Butcher Bay. Los diseñadores de Escape from Butcher Bay se enfocaron explorar el personaje de Riddick en un contexto de una fuga de prisión, para diferenciar al juego de la película Las crónicas de Riddick. El juego fue influenciado por el film Escape from Alcatraz y videojuegos tales como Half-Life y Tom Clancy's Splinter Cell.
Escape from Butcher Bay recibió buenas críticas, las cuales resaltaron sus buenos gráficos y la implementación de elementos de acción, sigilo y aventura. Sin embargo, la falta de un componente multijugador y la corta duración de su campaña fueron elementos criticados casi unánimemente por la prensa especializada. Un remake del juego con varias mejoras fue incluido en The Chronicles of Riddick: Assault on Dark Athena en 2009.

## El juego
En Escape from Butcher Bay, el jugador asume el rol de Richard B. Riddick e intenta escapar de una prisión llamada Butcher Bay. El juego es jugado principalmente desde una perspectiva en primera persona, pero la cámara tiene transiciones a una perspectiva en tercera persona durante ciertas escenas. Incorpora elementos de géneros de videojuegos como disparos en primera persona, aventura, y sigilo. A diferencia de muchos videojuegos de disparos en primera persona, el juego no cuenta con un HUD, y las notificaciones en pantalla están limitadas a unos pequeños cuadros blancos que indican la salud del jugador al recibir daño y a destellos cuando se selecciona una nueva arma. La salud se puede recuperar en áreas preestablecidas a lo largo del juego. Archivos de video y arte se pueden desbloquear encontrando paquetes de cigarrillos escondidos en los niveles.

El jugador puede interactuar con los residentes de la prisión, de los cuales se pueden recibir misiones; al hacer esto puede recibir información, herramientas y otros premios por completar las misiones. Conflictos violentos surgen a lo largo del juego entre el jugador, los prisioneros y los guardias. EL jugador puede atacar con los puños de Riddick, o con armas improvisadas como pinchos o garrotes. Se pueden crear combos al conectar puñetes en forma consecutiva. En un principio, un sistema de escaneo de ADN de seguridad evita que Riddick utilice armas de fuego, más adelante puede tener acceso a un limitado arsenal.

El jugador puede activar el "modo sigilo" al agacharse. El jugador se mueve silenciosamente cuando está en modo sigilo, y puede arrastrar cuerpos fuera de la vista de sus enemigos. Los bordes de la pantalla toman una coloración azul cuando el jugador está oculto. Este modo otorga ataques que matan rápidamente a los enemigos; el jugador puede caer encima de ellos desde arriba, o ejecutarlos desde sus espaldas. Durante el juego, Riddick obtiene "candiles" que le permiten ver en la oscuridad. El jugador debe administrar bien esta habilidad, ya que el usarla en lugares muy iluminados deja a Riddick temporalmente ciego.

## Historia

### Personajes y lugar
Escape from Butcher Bay tiene lugar en el universo futurístico de ciencia ficción de la franquicia de Las crónicas de Riddick, y es una precuela de las películas Pitch Black y Las crónicas de Riddick. El juego tiene lugar dentro de Butcher Bay, una prisión de máxima seguridad de donde ningún prisionero ha logrado escapar. La prisión, construida en un planeta desierto, contiene tres niveles con áreas de mayor seguridad cada una, y una mina en los niveles subterráneos.

El protagonista del juego es Richardd B. Riddick (Vin Diesel), un asesino psicópata que acaba de ser encerrado en Butcher Bay tras de ser capturado por el cazarrecompensas Willam J. Johns (Cole Hauser); con quien ya había tenido encuentros anteriores. Riddick es muy ingenioso, y una vez en Butcher Bay busca la manera de escaparse de la prisión a toda costa. El alcaide de Butcher Bay es un hombre llamado Hoxie (Dwight Schultz), mientras que Abbot (Xzibit), es un guardia odiado por los reos. El prisionero Pope Joe (Willis Burks II) es un anciano loco que vive en las cloacas debajo de la prisión.

### Historia
La cinemática inicial muestra a Riddick escondido, con su cabello y barba crecidas, antes de la escena inicial de la película. Caza a un animal, y luego de matarlo, una voz incorpórea comienza a hablar con él preguntándole donde había conseguido sus ojos. Él dice que los recibió de un predicador y esto hace que recuerde cuando estuvo en Butcher Bay. Todo el juego sucede como un flashback.
Otra cinemática inicial muestra a Riddick siendo transportado para ser intercambiado por una recompensa. El y Johns tienen una corta conversación en la cual Riddick le dice que no hay forma que le paguen el dinero que está pidiendo. Mientras la nave comienza su aterrizaje, Riddick procede a irritar a Johns diciéndole que "estadísticamente, los aterrizajes son los más peligrosos". Johns le dice a Riddick que se calle y Riddick se duerme, despertándo más tarde cuando están aterrizando. Mientras esperan al alcaide frente a Butcher Bay, Riddick le rompe el cuello a Johns y procede a escaparse. Luego de obtener un arma, se escabulle por unos túneles de ventilación y termina escapándose hacia el desierto. Segundos después todo se desvanece con la voz de Johns diciendo "¡Arriba, Riddick!". Todo el escape resulta ser solamente un sueño.
Riddick despierta y Johns lo escolta fuera de la nave. Johns se encuentra con Hoxie para negociar su paga, mientras que Abbott escolta a Riddick a su celda en el área de seguridad "single-max". Luego de hacerse enemigo de un líder pandillero llamado Rust y matarlo, Riddick se familiariza con las instalaciones, instigando un motín poco después y escapándose por las cloacas de la prisión durante la confusión. Armado simplemente con una escopeta y una linterna casi sin baterías, Riddick descubre que no está solo en las cloacas. Tras luchar contra unos mutantes llamados "dwellers" (lit. "habitantes"), finalmente encuentra a Pope Joe y le ayuda a encontrar una radio, a la cual Joe se refiere como la caja de voz bendita. Una mujer llamada Shirah (Kristin Lehman) le dice a Riddick que "ha estado ciego por mucho tiempo", y allí obtiene su característica visión nocturna. Luego de esto acusa a Pope de haber alterado sus ojos; Joe le dice que simplemente le curó su brazo herido. De allí, Riddick continúa con su escape, ayudándose de su visión nocturna.
Luego de salir por un desagüe en las duchas de los cuartos de los guardias, Riddick se pone un uniforme de un guardia civil para poder pasar desapercibido mientras se dirige al puerto espacial para escapar del planeta. Al darse cuenta de que necesita un guardia para poder pasar por escáner de retina que bloquea la puerta al puerto espacial, Riddick decide buscar a Abbott y tomar sus ojos. Obtiene acceso a su departamento diciéndole que tiene un paquete para él. Una vez que el guardia se da cuenta de que la persona de la entrega es Riddick se desata un tiroteo, Abbott cae sangrando al suelo y justo cuando Riddick se acerca a él para matarlo es interrumpido por Johns.
Riddick es capturado y transferido al área de seguridad "double-max". Tras ganarse la confianza de los reclusos al participar en varias peleas, Riddick finalmente mata al campeón de estas luchas, un guardia llamado Bam. Esto hace que lo lleven a un cuarto donde no hay cámaras y varios guardias esperan para matarlo. Abbott entra al cuarto, completamente curado y con un bate de béisbol en la mano. Riddick suelta un furioso rugido y seguidamente derriba a todos incluyendo a Abbott, quien inmediatamente se vuelve a parar y ataca a Riddick. Riddick mata a Abbott y procede a buscar otra ruta para escaparse. Utilizando una entrada secreta a un elevador, se infiltra en una mina. Allí conoce a un prisionero con gran influencia en el área llamado Jagger Valance (Ron Perlman), quien quiere escapar con él. Fabrica una bomba y la coloca en uno de los lugares de operación de la mina donde hay una gran fuga de gas. No obstante, Riddick es descubierto y capturado por los guardias. Durante su transferencia a otra sección, la prisión se ve afectada por el escape de unas criaturas llamadas "Xeno", debido a la bomba que Riddick puso, para crear la confusión necesaria para su escape, y Riddick intenta fugarse con Valance. Sus planes son frustrados una vez más por Johns. Luego de pelearse con él, Riddick y Johns son disparados por Valance, quien solo quería disparar a Johns, y Valances es matado de inmediato por los guardias. Luego de verse nuevamente con el alcaide y decirle que eso solo era el principio, Riddick es enviado al tercer nivel de seguridad donde los reos son puestos en suspensión criónica. Son despertados todos los días por dos minutos para ejercitarse, y durante este tiempo Riddick descubre una falla en el sistema, se mete en la cámara criónica de otro prisionero y escapa. Luego se roba un robot grande y se hace camino a la fuerza a través de Butcher Bay para llegar donde Hoxie. Cansado de lidiar con los funcionarios de la prisión, Johns ayuda a Riddick a eludir a los guardias. Riddick luego noquea a Johns y hace estrellar una nave en la oficina del alcaide. El alcaide llama a dos guardias robot con habilidades de camuflaje y Riddick los vence. Después de esto Hoxie se rinde y Riddick toma los códigos se nave y escapa junto a Johns disfrazados de guardia y prisionero. Cuando salen del cuarto dos guardias entran y descubre a Hoxie usando el uniforme criónico y las gafas de Riddick. Lo confunden con él y lo mata. Riddick y Johns se escapan en la nave de Hoxie y Riddick le dice que "estadísticamente, los despegues son la parte más peligrosa de volar". Johns le responde diciendo que él pensaba que le había dicho que los más peligrosos eran los aterrizajes. Riddick se quita el casco y dice, "Supongo que depende de quién esté manejando". Luego de esto el juego termina.

## Desarrollo
Escape from Butcher Bay fue anunciado en marzo de 2004 para el Xbox. Fue desarrollado por la compañía sueca Starbreeze Studios y publicado por Vivendi Games y el estudio fundado por Vin Diesel, Tigon Studios. Universal Studios Consumer Products Group le otorgó la licencia de The Chronicles of Riddick a Vivendi Games; ambas compañías propiedad de Vivendi Universal. Cos Lazouras de Tigon Studios dijo que "[El juego] contiene una historia original que ofrece más detalles sobre como Riddick evolucionó en un personaje tan complejo".

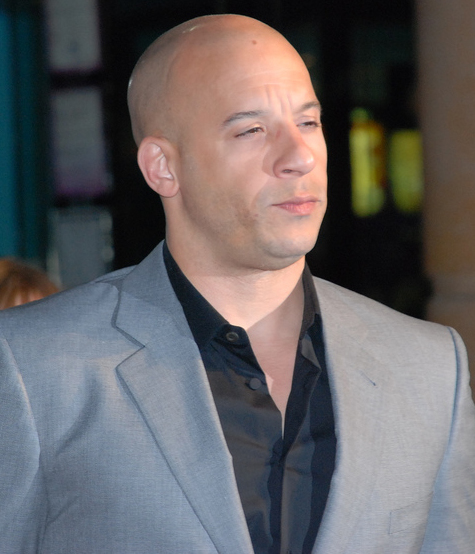
Vin Diesel repitió su rol de Riddick en Escape from Butcher Bay y colaboró en el desarrollo del juego.

A diferencia de otros juegos basados en películas, que siguen de cerca los eventos del material fuente, el equipo de desarrollo de Escape From Butcher Bay se enfocó en diferenciar al juego de la película The Chronicles of Riddick del todo. Buscaban explorar el personaje de Riddick en un ambiente de una fuga de prisión, y se inspiraron en películas como Escape from Alcatraz. Starbreez también tomó inspiración en videojuegos como GoldenEye 007 y la serie Tom Clancy's Splinter Cell. La secuencia inicial, en la cual Riddick es escoltado a Butcher Bay, es un tributo a Half-Life, y el combate cuerpo a cuerpo del juego fue inspirado en Punch-Out!!. Starbreeze se enfocó soamete en desarrollar el modo de un jugador del juego, y no incluyó un modo multijugador en el mismo; la compañía pensó que este modo requeriría un equipo de diseño dos veces más grande y otro año de desarrollo.
Vin Diesel, el actor principal de The Chronicles of Riddick, prestó su voz y físico para Riddick. Él y el director David Twohy también contribuyeron con la trama del juego y el diseño de personajes; la historia fue desarrollada junto con la de la película. Según instrucciones de los directores de la película, los diseñadores hicieron el origen de la visión nocturna de Riddick algo vago. Diesel ofreció asesoramiento al escritor principal durante las sesiones de grabación de las voces, incluyendo cambios completos a ciertos diálogos de Riddick, ya que Diesel consideró que el personaje hablaba muy seguido.
Starbreeze pretendía que Escape from Butcher Bay tenga sistemas de juegos de rol más complejos, pero el feedback recibido de parte de Diesel y testers de videojuegos los disuadieron de hacerlo. El productor principal de Starbreeze, Peter Wanat, dijo, "Tratamos de limitar el número de elementos de RPG muy difíciles o muy intricados, y esto fue una decisión que se tomó porque queríamos que el juego sea jugable". Otros elementos que fueron retirados del juego fueron un látigo eléctrico para el guardia Abbott, y una pelea con el jefe final que duraba 25 minutos.
El juego utiliza mapeado normal, el cual permite que los detalles de las texturas sean dibujadas en modelos con menor cantidad de polígonos; esto, pese a un aumento en la fidelidad visual, resulta en un número de imágenes por segundo más alto. También tiene iluminación dinámica con stencil shadowing y self-shadowing.
Escape from Butcher Bay fue completado en 18 meses. Vin Diesel promovió el juego y la película que lo acompañaba en la Electronic Entertainment Expo (E3) de 2004. El juego fue publicado poco antes del estreno de The Chronicles of Riddick en Norteamérica, el 1 de junio de 2004; y fue lanzado el 13 de agosto del mismo año en Europa. La compra por adelantado del juego en Norteamérica incluía un DVD con contenido promocional, como una guía parcial interactiva y escenas de la película. La banda sonora de la película, compuesta por Gustaf Grefberg, fue lanzada por Vivendi como descarga gratuita el 24 de junio de 2004.

Luego de varios rumores, Vivendi confirmó en julio de 2004 que se estaban trabajando en una versión para Windows de Escape from Butcher Bay. En octubre de 2004, Vivendi Games anunció formalmente el juego, titulado "The Chronicles of Riddick: Escape from Butcher Bay Director's Cut". El juego incluye una mayor resolución, más paquetes de cigarrillos, y nuevas escenas donde Riddick se roba una armadura mecanizada anti motines. Incluye el comentario del desarrollador en el cual cuenta en detalle la creación del juego y las decisiones de diseño. El juego fue publicado el 3 de diciembre de 2004 en Europa y el 8 de diciembre en América del Norte.

Un artículo de 1UP reveló que Starbreeze estuvo trabajando en una versión para PlayStation 2, pero finalmente fue cancelada.

### Nueva versión expandida
En mayo de 2007, Vivendi anunció que Starbreeze Studios estaba trabajando en una nueva versión de Escape From Butcher Bay para la PC, la Xbox 360 y la PlayStation 3. Titulada The Chronicles of Riddick: Asault on Dark Athena, Vivendi se refirió al juego como una "reinvención" de Escape from Butcher Bay; y que incluiría un modo multijugador y contenido nuevo de un jugador. Inicialmente se esperaba que la subsidiaria de Viviendi, Sierra Entertainment, publicara el juego a finales de 2007,
 pero cuando Activision y Viviendi Games se unieron para formar Activision Blizzard en diciembre de 2007, la nueva compañía anunció meses después que Assault on Dark Athena, Brütal Legend, Ghostbusters: The Video Game y otros juegos iban a ser eliminados de sus planes y los títulos fueron puestos a la venta para otros distribuidores.
 En septiembre de 2008, Starbreeze Studios confirmó que el juego aún se encontraba en desarrollo, y que estaba cerca de ser completado. El mes siguiente, se reportó que Atari había pagado una tarifa fija por los derechos de publicación de Assault on Dark Athena y Ghostbusters: The Video Game; y la empresa misma confirmó que había comprado ambos títulos más adelante. Assault on Dark Athena fue lanzado en forma simultánea en Europa, Australia y Norteamérica para la PC, Xbox 360 y PlayStation 3 el 7 de abril de 2009.

## Recepción
Escape From Butcher Bay fue bien recibido por los críticos. Algunos prefirieron al juego sobre la película, y lo consideraron como una excepción a la mediocridad general que se ve en los juegos basados en películas.
 La versión de Xbox vendió 159.000 copias en agosto de 2004, y estuvo entre los juegos más vendidos de todas las plataformas en junio de 2004; más adelante fue relanzado como un título de Platinum Hits. De igual manera, la versión de PC vendió 32.500 unidades luego de seis meses en estanterías.
El estilo de juego de Escape from Butcher Bay fue comparado con viedojuegos de disparos en primera persona como Far Cry y Half-Life, y a juegos de sigilo como las series de Splinter Cell, Metal Gear, y Thief. Los críticos disfrutaron de la variedad de elementos del juego: Jeremy Zoss de Game Informer indicó que "cada aspecto del juego es implementando en forma experta", y Greg Kasavin de GameSpot dijo que el juego "combinaba efectiva e innovadoramente excelentes elementos de disparos, combate cuerpo a cuerpo, sigilo y aventura". Mientras que la mecánica de sigilo del juego fue elogiada, algunos críticos recibieron los elementos de disparos en primera persona con menos entusiasmo. Los controles también fueron aplaudidos, como el uso de la palanca analógica en la versión para Xbox en los combates cuerpo a cuerpo. La implementación de la visión nocturna de Riddick también fue bien recibida por la mayoría de los críticos, aunque Computer and Video Games indicó que no era nada diferente a los lentes de visión nocturna en otros juegos de disparos en primera persona y que "se pudo haber hecho mucho más con ella".
Los gráficos del juego -en especial los de la versión para Xbox- fueron elogiados, y comparados con los Doom 3 y Half-Life 2. Michael Lafferty de GameZone dijo que los gráficos del juego "llevaban al género a otro nivel". Las texturas y la iluminación fueron citados como puntos destacados, en especial debido al rol de las sombras en el juego en sí. Los modelos de los personajes y las animaciones faciales fueron consideradas altamente realistas; destacándose las de Riddick. Gamespot habló con aprecio de la atención a los detalles gráficos por parte de los desarrolladores, habiendo notado que los agujeros de bala recientes tenían un brillo rojo y echaban humo, pero se enfriaban y se hacían más oscuros en forma gradual. Algunos críticos se quejaron de algunos fallos en los gráficos, como "grietas" y "clipping", y dieron como ejemplo que se podían ver balas trazadoras a través de las paredes. La presentación de Butcher Bay fue considerada convincente, y Shawn Elliot de 1UP lo comparó con los lugares de la franquicia Alien. Perry Adams de IGN dijo:"Casi se puede oler el pesado hedor de Butcher Bay y sus habitantes en la mugre de sus paredes, las sucias ropas de sus reos, y las texturas del ambiente. Este lugar desborda con estilo y crea un sensación de realidad en la cual es muy fácil sumergirse".
El audio de Escape from Butcher Bay fue bien recibido en líneas generales, y los críticos elogiaron la actuación de voces, con las actuaciones de Vin Diesel y Cole Hauser recibiendo menciones especiales. En cuanto a la música, Jakub Wojnarowicz de FiringSquad dijo que "no es lo suficientemente buena como para causar admiración, pero tampoco es tan mala como para resaltar negativamente". IGN dijo "la música no es memorable, pero no es mala". El Sunday Herald Sun de Australia indicó que la actuación de voz era "sorprendentemente buena".
La duración del juego fue criticada ampliamente. Los críticos resaltaron que podía ser completado entre ocho y quince horas, e IGN dijo, "Si consideras que aproximadamente 12 horas de juego es corto, entonces Riddick es justamente eso". Varios críticos se mostraron insatisfechos con la falta de componentes multijugador del juego; Computer and Videogames se refirió a esto como "una oportunidad perdida". Game Informer indicó que, "dado que la campaña principal es corta [...] y no hay un componente multijugador, no obtienes mucho juego por tu dinero".

### Premios
Ambas versiones recibieron el premio de "editor's choice" de IGN, GameSpot y GameSpy. La versión de PC fue elegido como el Juego de PC del Mes de IGN en diciembre de 2004. Posteriormente, IGN ubicó a Escape from Butcher Bay en la posición número 12 en su lista de los 25 mejores juegos de Xbox de todos los tiempos. Game Informer ubicó al juego como el 8.o en su lista de los 25 mejores juegos de Xbox de todos los tiempos. Fue nominado para el premio al Mejor Juego del Año en 2004 por parte de GameSpot, pero perdió contra World of Warcraft. Computer and Videogames nombró a la versión de PC como el 98.o mejor juego de PC de todos los tiempos. La Digital Entertainment Conference de Billboard nominó a Riddick como el Mejor Personaje en un Juego y a un Premio Golden Joystick al "Héroe Olvidado del Año". GamesRadar incluyó a Escape from Butcher Bay en su lista de "7 juegos de películas que no apestan", indicando que "Escape from Butcher Bay fue un triunfo en casi todos los aspectos".